# 櫂

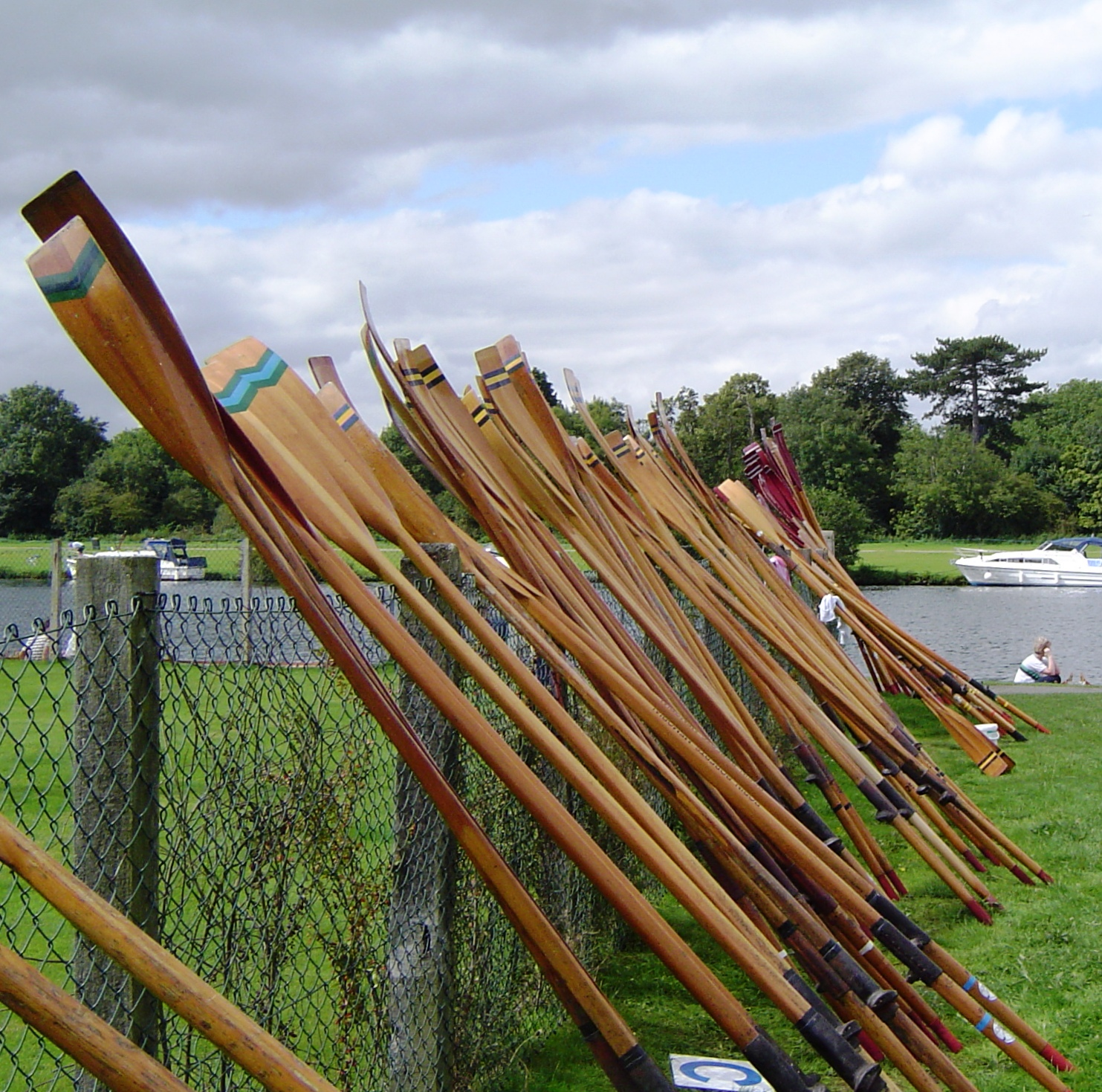
木の櫂（オール）

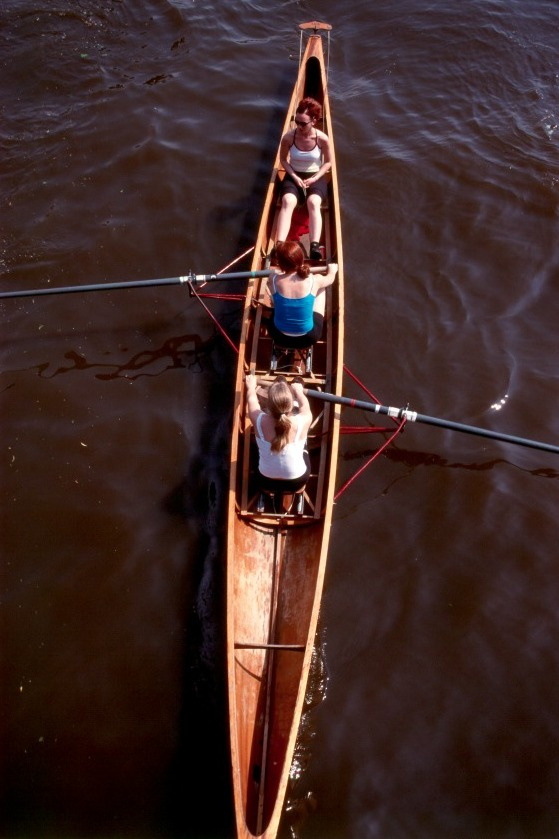
船の右左に出ているものが櫂

櫂（かい）は、人力により船の推進力を得るための道具である。櫂を使って船を進ませることを「漕ぐ」（こぐ）という。櫂を使って海や川を移動する。櫂は一般に長い棒状であり、一端の平らな部分を水に入れ、漕ぎ手はその反対側の柄の部分を握って操作する。
英語では、ボートなどで使用する船べりに支点を持つものを "oar"（日本語発音：オール）と呼び、カヌーなどに用いる船べりに支点を持たないものを "paddle"（日本語発音：パドル）と言って区別するように、日本語でも、それぞれを「櫂」（かい）と「橈」（かい）と書いて区別することがある。
日本独特の和船で用いられる櫂には、柄の末端部分に「櫂杆」（かいずく）や「撞木」（しゅもく）と呼ばれるT字形の横棒が付いている。このような和船の櫂は、水をかいて船を操るだけではなく、艪のように水中で左右に翼面を振ることで揚力を得て進む操作も行えるようになっている。また、日本の昔からの船では、西洋式のオールと同様に船の両舷から出して船べりに支点を設けて水をかくことで推進力を得る「車櫂」（くるまがい）と呼ばれるものがある。
和船では、櫂は船尾に1つだけ備えて船頭が操作する。また、和船では、櫂から発展した練り櫂（ねりがい、ねりかい）と呼ばれる櫂に似た道具がある。これには、櫂よりも長い櫂杆が付いており、やはり船尾に1つだけ備えて船頭が操作する点は同様であるが、両手で操作することで推進力がさらに得やすいだけでなく、舵として機能させ、船の針路を制御することもできる。練り櫂が発展して艪が生まれたと考えられている。